# أوشتام (فلم)
أوشتام فيلم مغربي من إنتاج سنة 1997 للمخرج محمد إسماعيل، ومن بطولة حسن الصقلي وبشرى شرف. يعتبر الفيلم من الأفلام التي تدور أحداثها خلال فترة الاستعمار الإسباني لشمال المغرب. عبر قصة اجتماعية يوضح لنا فيها المخرج عادات المغاربة آنذاك وبعض المشاكل الاجتماعية التي كانت تعانيها الأسر بالموازاة مع الاستعمار الإسباني.

## وصلات خارجية
- أوشتام على قاعدة بيانات الأفلام على الإنترنت